# Короткошёрстный колли
Ко́лли короткошёрстный (гладкошёрстный) (англ. Smooth Collie) — порода собак, близкий родственник колли длинношёрстного. 1 группа, 1 секция по классификации FCI.

## История
Родиной колли является Великобритания. На заре рождения обеих пород между ними не существовало чёткого разделения. Обе они принадлежали к категории «овчарок» — собакам со сходными в целом функциями, но различными как в нюансах применения, так и в экстерьерном плане. Тогда практиковались постоянные вязки длинношёрстных и гладкошёрстных колли между собой, и длинношёрстные и гладкошёрстные колли стали развиваться по одним и тем же линиям, являясь разновидностями одной породы (каковыми остаются и по сей день в Америке).
Первым Британским выставкам мы обязаны тем, что когда-то разные типы пастушьих собак превратились в самостоятельные породы. В 1870 году на выставке в Лондоне впервые разделили короткохвостых пастушьих собак, длинношёрстных и гладкошёрстных колли. С тех пор гладкошёрстные и длинношёрстные колли стали разводится как отдельные породы, хотя вплоть до середины 90-х годов XX века в Англии были разрешены вязки между ними.
Колли хорошо известны как прекрасные собаки-компаньоны. Они славятся не только своей красотой, но и умом и интеллигентностью. Колли — идеальная собака для семьи — здоровая, неприхотливая, очень контактная, прирождённая нянька, умеющая и любящая заботиться о детях.

## Характеристика и общий вид
Рост колли в холке по стандарту составляет 51-56 см (для сук) и 56-61 см (для кобелей). В европейском стандарте предусмотрены три окраса — соболиный (рыжий), трёхцветный (чёрный с рыжими подпалинами) и мраморный (блю-мерль, чёрные пятна на серо-голубом фоне + рыжие подпалины). Шерсть гладкошёрстного колли состоит из густого плотного подшёрстка и короткой жёсткой ости. Такая ость защищает собаку от дождя и ветра, а подшёрсток не дает замерзнуть даже в сильные морозы (а хозяева могут вязать из него очень тёплые вещи). Анатомическое строение отличается силой и активностью, углы хорошо выражены. Особое значение для колли имеют правильные линии головы и выражение — «сладкое», полное понятливости с быстрым, живым взглядом, когда собака прислушивается.
Гладкошёрстные колли более живые и подвижные, чем их аристократические длинношёрстные родственники. Активные, любознательные, жизнерадостные, они быстро завоевывают сердца тех, кому посчастливилось с ними познакомиться. Гладкошёрстный колли очень ценит общение с людьми и получает от него настоящее наслаждение. В то же время она обычно прекрасно сходится с другими собаками. Хотя агрессивность к людям вообще не свойственна колли (что закреплено в породном стандарте), гладкошёрстные колли проявляют охранные инстинкты несколько в большей степени, чем длинношёрстные и в критических ситуациях склонны проявить себя. Выполняя своё предназначение — пася овец — колли активно используют голос, поэтому и сегодня некоторые колли могут быть «разговорчивыми». Гладкошёрстные колли довольно часто используются как рабочие собаки и имеют неплохие спортивные успехи в тех странах, где порода популярна и многочисленна (Финляндия, Швеция, Германия и, конечно, Англия). При этом практически не ведется раздельное разведение рабочих и выставочных линий.
Гладкошёрстный колли не требует специального ухода за шерстью. Благодаря развитому подшерстку, собака может выдерживать многочасовые прогулки в морозную зиму, а летом ей не будет жарко. Колли — порода, не подвергшаяся сильным изменениям по прихоти человеческой фантазии: она легко рожает, не требуется никаких специальных ухищрений при выращивании щенков, купирования и т. п.

## Особенности ухода
Есть некоторые особые «требования» для тех, кто решил завести гладкошёрстного колли. Надо учитывать, что эта собака не будет счастлива, проводя свою жизнь только лежа на диване. Гладкошёрстному колли требуется активный образ жизни, длительные прогулки, физические и интеллектуальные нагрузки. Он с удовольствием будет заниматься спортом с хозяином (велосипед, ролики, лыжи) или любым собачьим спортом. Эта собака наделена хорошим интеллектом и будет счастлива, если ей позволят использовать его в повседневной жизни.